# Koleje losu (film)
Koleje losu (org. Changes), znane także z polskiego tytułu Zmiany (wyd. Imperial Entertainment Ltd.) -  amerykański telewizyjny melodramat NBC zrealizowany w 1991 roku na podstawie bestsellerowej powieści Danielle Steel.

## Treść
Melanie Adams ma wszystko: sławę, urodę i dwie córki. w jej życiu brakuje jedynie miłości. Wszystko się zmienia, gdy poznaje kardiochirurga Petera Hallama. Prawdziwa namiętność popycha oboje do małżeństwa. Ciężko jednak pogodzić miłość i karierę zawodową. Zaczynają narastać konflikty. Jak stwierdza Danielle Steel - Łatwo jest znaleźć miejsce dla miłości, ale o wiele trudniej zrobić je w swoim życiu.

## Obsada
- Cheryl Ladd - Melanie Adams
- Michael Nouri - Peter Hallam
- Christopher Gartin - Mark Hallam